# آلن وود
آلن ویلیام وود (به انگلیسی: Allen William Wood) (زاده ۲۶ اکتبر ۱۹۴۲) یک فیلسوف اهل ایالات متحده آمریکا است. زمینه‌های پژوهشی وی، تاریخ فلسفه مدرن و به ویژه فلسفه کانت، و ایده‌آلیسم آلمانی، و اخلاق و فلسفه اجتماعی است.

## زندگینامه علمی
وی مدرک B.A را از کالج رید (۱۹۶۴) و مدرک‌های M.A (۱۹۶۶) و پی‌اچ‌دی (۱۹۶۸) از دانشگاه ییل دریافت نموده است.
وود مقام استادی فلسفه در دانشگاه‌های کورنل، ییل و استنفورد را برعهده داشته است.
وی همچنین عضو فرهنگستان هنر و علوم آمریکا می‌باشد و از کانت شناسان مطرح معاصر جهان است.
آلن وود در حال حاضر استاد فلسفهٔ دانشگاه ایندیانا می‌باشد.

## کتابشناسی
از «وود» کتاب‌ها و مقالات زیادی در حوزه فلسفه و اخلاق به چاپ رسیده است از جمله آثار او عبارتند از.
- دین اخلاقی کانت (۱۹۷۰)
- الهیات عقلانی کانت (۱۹۷۸)
- کارل مارکس (۱۹۸۱) (ترجمهٔ شهناز مسمی‌پرست، نشر ققنوس)
- اندیشه اخلاقی هگل (۱۹۹۰)
- اندیشه اخلاقی کانت (۱۹۹۹)
- رشد و بالیدنِ هرکس: مطالعاتی دربارهٔ عقلانیت، حق و اخلاق در فلسفهٔ کلاسیک آلمان (۲۰۱۴)
- کانت (ترجمه عقیل فولادی، نشر نگاه معاصر)[۲]
- مارکس و اخلاق، فیلیپ. جی. کین، آلن وود و تونی برنز، ترجمه پوریا گل‌شناس، نشر ژرف، ۱۳۹۸